# الإمبراطورية الصينية الأخيرة

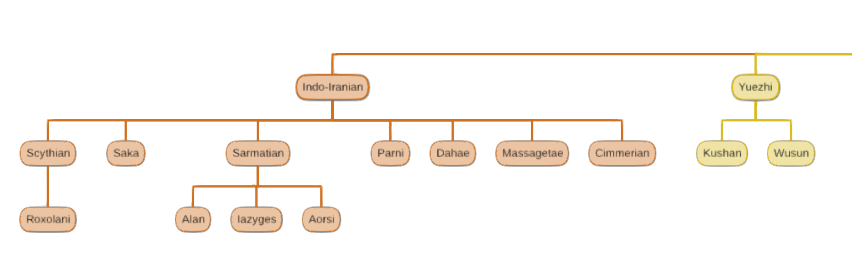
تسلسل الاشخاص الذين حكموا الإمبراطورية الصينية الاخيرة

الإمبراطورية الصينية الأخيرة هي آخر مرحلة للإمبراطورية الصينية والتي بدأت بنهاية عهد المغول عام 1368م وانتهت عند إعلان الجمهورية الصينية عام 1912م، وهي تشمل أسرتي حكم الإمبراطورية مينغ وتشينغ وكانت بين وقت وآخر تحكم أسرة يووان.